# リダーズ法
数値解析において、リダーズ法（英語: Ridders' method）は、不動点反復法と指数関数を用いて連続関数 {\displaystyle f(x)} の根を逐次近似する求根アルゴリズムである。この方式はC. Riddersによって提案された。
リダーズ法はミュラー法やブレント法よりも単純だが、性能は同等である。
下の式は、関数が良好な性質を持つ場合、2次収束する。つまり、反復ごとに有効桁数がおおよそ2倍になる。
しかし、各ステップで関数を2回評価する必要があるため、この方式の収束率は（反復あたりではなく）関数評価あたりでは {\displaystyle {\sqrt {2}}} となる。
関数が良好な性質を持たない場合でも、根は常に区間に挟まれ、区間の幅は反復の都度少なくとも半分になるため、収束が保証される。

## 方式
独立変数の2つの値 {\displaystyle x_{0}} と {\displaystyle x_{2}} が与えられ、これらは探索対象の根の両側にあり、{\displaystyle f(x_{0})f(x_{2})<0} であるとする。
この方式では、まず、中間点 {\displaystyle x_{1}=(x_{0}+x_{2})/2} における関数を評価する。
次に、{\displaystyle h(x)=f(x)e^{ax}} が {\displaystyle h(x_{1})=(h(x_{0})+h(x_{2}))/2} を満たす、一意の指数関数 {\displaystyle e^{ax}} を求める。
具体的には、パラメータ {\displaystyle a} を以下により決定する。
{\displaystyle e^{a(x_{1}-x_{0})}={\frac {f(x_{1})-\operatorname {sign} [f(x_{0})]{\sqrt {f(x_{1})^{2}-f(x_{0})f(x_{2})}}}{f(x_{2})}}}
次に、点 {\displaystyle (x_{0},h(x_{0}))} と {\displaystyle (x_{2},h(x_{2}))} に不動点反復法を適用し、{\displaystyle x_{0}} と {\displaystyle x_{2}} の間の新しい点 {\displaystyle x_{3}} を求める。

{\displaystyle x_{3}=x_{1}+(x_{1}-x_{0}){\frac {\operatorname {sign} [f(x_{0})]f(x_{1})}{\sqrt {f(x_{1})^{2}-f(x_{0})f(x_{2})}}}}
これは、反復の次のステップで区間の端点のうちの1つとして使用される。
区間のもう1つの端点は、{\displaystyle f(x_{1})f(x_{3})<0} であれば {\displaystyle x_{1}}（これは関数が良好な性質を持つ場合に当てはまる）、
そうでなければ {\displaystyle x_{0}} と {\displaystyle x_{2}} のうち、関数値の符号が {\displaystyle f(x_{3})} と逆であるほうを選択する。
目標精度が達成されたら反復手順を終了できる。

### 訳注
1. ↑  根を求める際には、{\displaystyle e^{ax}} や {\displaystyle h(x)} の計算は不要。
2. ↑  一部文献や実装例では
{\displaystyle x_{3}=x_{1}+(x_{1}-x_{0}){\frac {\operatorname {sign} [f(x_{0})-f(x_{2})]f(x_{1})}{\sqrt {f(x_{1})^{2}-f(x_{0})f(x_{2})}}}}
となっている場合がある。例：
  - 原文（英語版Wikipedia）の旧版（例: 15:58, 6 November 2016）
  - “AM225: One-dimensional root finding methods”. 2025年8月5日閲覧。
  - “9.2 Secant Method, False Position Method, and Ridders’ Method”. 2025年8月5日閲覧。